# Instytut Pedagogiki Akademii Pedagogiki Specjalnej im. Marii Grzegorzewskiej w Warszawie
Instytut Pedagogiki Akademii Pedagogiki Specjalnej im. Marii Grzegorzewskiej w Warszawie – jeden z sześciu instytutów Akademii Pedagogiki Specjalnej im. Marii Grzegorzewskiej w Warszawie.

## Kierunki kształcenia
Dostępne kierunki:
- Pedagogika (studia I i II stopnia)
- Pedagogika opiekuńczo-wychowawcza i szkolna (studia I i II stopnia)
- Pedagogika zdolności i informatyki (studia I stopnia)
- Praca socjalna (studia I i II stopnia)
- Masters in Children’s Rights and Childhood Studies (studia II stopnia)

## Poczet dyrektorów
1. dr hab. Franciszek Szlosek (2006–2019)
2. dr hab. Danuta Uryga (od 2019)

## Władze Instytutu
W kadencji 2020–2024:
| Stanowisko         | Imię i nazwisko      |
| ------------------ | -------------------- |
| Dyrektor           | dr hab. Danuta Uryga |
| Zastępca dyrektora | dr Edyta Zawadzka    |

## Struktura organizacyjna
| Jednostka                                                                           | Kierownik                               |
| ----------------------------------------------------------------------------------- | --------------------------------------- |
| Katedra Historii Wychowania                                                         | dr hab. Jacek Kulbaka                   |
| Zakład Teoretycznych Podstaw Pedagogiki i Dyskursów Edukacyjnych                    | dr hab. Jarosław Gara                   |
| Zakład Kulturowych Podstaw Pedagogiki i Pedagogiki Ogólnej                          | dr hab. Andrzej Ciążela                 |
| Katedra Dydaktyki i Pedagogiki Medialnej                                            | dr hab. Maciej Tanaś                    |
| Katedra Pedagogiki Pracy i Andragogiki                                              | prof. dr hab. Stefan Michał Kwiatkowski |
| Katedra Społecznych Podstaw Rozwoju Oświaty                                         | prof. dr hab. Mirosław Józef Szymański  |
| Zakład Pedagogiki Społecznej                                                        | dr hab. Anna Perkowska-Klejman          |
| Zakład Pedeutologii                                                                 | dr hab. Jarosław Michalski              |
| Zakład Psychopedagogiki Kreatywności                                                | dr Jacek Gralewski                      |
| Zakład Metodologii i Pedagogiki Twórczości                                          | dr hab. Jan Łaszczyk                    |
| Zakład Wychowania Literackiego i Muzycznego                                         | dr Ewa Lewandowska-Tarasiuk             |
| Zakład Profilaktyki Społecznej i Pracy Socjalnej                                    | dr Ewa Grudziewska                      |
| Akademicka Poradnia Prawna dla Studentek i Studentów Akademii Pedagogiki Specjalnej | dr Małgorzata Czarkowska                |